# Ngombas II
Ngombas II est un village de la région du Centre du Cameroun, situé dans la commune de Makak. 

## Population et développement
En 1962, la population de Ngombas II était de 76 habitants. La population de Ngombas II était de 224 habitants dont 138 hommes et 86 femmes, lors du recensement de 2005.     